# Listă de convenții internaționale privind drepturile omului
- Declarația Universală a Drepturilor Omului,  adoptată de Adunarea Generală a Organizației Națiunilor Unite (Paris, 10 decembrie 1948)
- Convenția pentru protecția drepturilor omului și libertăților fundamentale (Roma, 4 noiembrie 1950)
- Carta drepturilor fundamentale a Uniunii Europene document
- Convenția privind statutul refugiaților (Geneva, 28 iulie 1951)  Arhivat în 8 decembrie 2014, la Wayback Machine.
- Convenția privind statutul apatrizilor (New York, 28 septembrie 1954) [nefuncțională – arhivă]
- Convenția privind reducerea cazurilor de apatridie (New York, 30 august 1961)
- Convenția internațională pentru eliminarea tuturor formelor de discriminare rasială (New York, 21 decembrie 1965)  Arhivat în 13 ianuarie 2012, la Wayback Machine.
- Convenția internațională cu privire la drepturile economice, sociale și culturale, adoptată de Adunarea Generală a Organizației Națiunilor Unite (16 decembrie 1966)
- Convenția privind protecția patrimoniului mondial, cultural și natural, adoptată de Conferința generală UNESCO de la Paris (23 noiembrie 1972)  Arhivat în 31 martie 2010, la Wayback Machine.
- Convenția privind eliminarea tuturor formelor de discriminare împotriva femeilor, adoptată de Adunarea Generală a Națiunilor Unite (18 decembrie 1979)
- Convenția împotriva torturii și altor pedepse ori tratamente cu cruzime, inumane sau degradante (10 decembrie 1984) [nefuncțională]
- Convenția cu privire la drepturile copilului, adoptată de Adunarea Generală a Organizației Națiunilor Unite (20 noiembrie 1989)  Arhivat în 3 noiembrie 2011, la Wayback Machine.
- Carta europeană a limbilor regionale sau minoritare (Strasbourg, 5 noiembrie 1992) [nefuncțională]
- Convenția-cadru pentru protecția minorităților naționale (1 februarie 1995) [nefuncțională]
- Convenția Consiliului Europei privind lupta împotriva traficului de ființe umane (Varșovia, 16 mai 2005)